# Siracusa (famiglia)

Stemma della famiglia Siracusa

I Siracusa o Siragusa (originariamente "Saragosa") sono una famiglia nobile siciliana.

## La storia
La famiglia è originaria del Rossiglione. Ne fu capostipite Gastone IV il Crociato, visconte del Béarn citato dal Zurita che nel 1118 liberò la città di Saragozza dall'occupazione araba. Per ricompensa ottenne la Signoria di questa città. Suoi discendenti furono castellani di Perpignano e governatori di Gerba. Passata in Sicilia nel 1283 a seguito dei Vespri siciliani ottenne le baronie di Vizzini e dopo di Collesano, passata in seguito al matrimonio di Bernardo Siracusa alla famiglia Ventimiglia, conti di Geraci. Il ramo messinese, trasferitosi a Noto, ottenne le baronie di Muxía, Cassaro, Monastero e Didini. Beatrice Siracusa, baronessa di Cassaro portò la baronia in dote a Pietro Gaetani di Sortino.
Giordano Siracusa ottenne la signoria sul castello di Casacalenda. Gasparo Siracusa servì con una galera a sue spese Re Ferdinando ed ottenne da re Federico il castello di Lagonegro, che la figlia Giovanna vendette in seguito alla famiglia Carafa.
Membri della famiglia furono imparentati con le potenti famiglie Perollo, Tagliavia e parteciparono attivamente al cruento caso di Sciacca.
Un ramo della famiglia occupò a Palermo diverse volte la carica di maestro portolano e di capitano di Giustizia. Antonio Siracusa fu Presidente del supremo Consiglio d'Italia. Carlo Siracusa servì come ufficiale delle Forze armate spagnole e fu nominato Cavaliere dell'Alcantara. Sposò Porzia Corsetto. Ottavio Siracusa Corsetto, suo figlio, ereditò dallo zio materno la contea di Villalta ed il ducato di Casteldimirto, passato in seguito alla famiglia Boccadifuoco e dopo Bonagia.
Eufrosia Siracusa Valdaura passò nelle leggende popolari dell'isola per il suo tragico rapporto amoroso con il viceré Marcantonio Colonna e fu oggetto del romanzo "La dama tragica" di Luigi Natoli.